# 방귀만
방귀만(方貴萬, 1983년 5월 4일 ~ )은 대한민국의 유도 선수이다.
경민고등학교를 졸업했고 용인대학교 학사를 수료하였다. 2007년 제33회 회장기전국유도대회에서 1위를 했고 2006년 제1회 동아시아 유도 선수권 대회에서 2위, 2005년 제31회 회장기 전국 유도대회에서 1위, 2004년 KRA컵 코리아 오픈 유도대회에서 1위 등을 한 경력이 있다. 2010년 수원 월드 마스터스 2010 결승에서 프랑스의 질 봉옴에게 허벅다리 비껴되치기로 승리를 거두어 금메달을 목에 걸었다.
2014년 인천 아시안 게임 남자 유도 국가 대표로 출전하여, 단체 금메달과 73kg급 동메달을 획득하였다.